# Сериков, Иван Александрович
Иван Александрович Сериков — советский хозяйственный, государственный и политический деятель, Герой Социалистического Труда.

## Биография
Родился в 1906 году в Харькове. Член КПСС.
С 1920 года — на хозяйственной, общественной и политической работе. В 1920—1979 гг. — слесарь на Харьковском паровозостроительном заводе, начальник производства Сталинградского тракторного завода, главный технолог, главный инженер Харьковского тракторного завода, директор Харьковского моторостроительного завода «Серп и молот» Министерства тракторного и сельскохозяйственного машиностроения СССР.
Указом Президиума Верховного Совета СССР (неопубликованным) от 5 апреля 1971 года «за особые заслуги в выполнении заданий пятилетнего плана по развитию тракторного и сельскохозяйственного машиностроения и достижение высоких производственных показателей» удостоена звания Героя Социалистического Труда с вручением ордена Ленина и золотой медали Серп и Молот.
За создание комплекса автоматического оборудования для получения точных ответственных заготовок литьем в облицованные кокили и организацию производства коленчатых валов тракторных двигателей СМД в 1976 году в составе коллектива был удостоен звания лауреата Государственной премии СССР в области техники.
Умер в Харькове в 1979 году.